# Acanthermia taltula
Acanthermia taltula är en fjärilsart som beskrevs av William Schaus 1904. Acanthermia taltula ingår i släktet Acanthermia och familjen nattflyn. Inga underarter finns listade i Catalogue of Life.